# 변덕스러운 오렌지로드
《변덕스러운 오렌지로드》(일본어: きまぐれオレンジ☆ロード 기마구레 오렌지로도[*]) 또는 《새콤달콤 오렌지로드》는 일본의 로맨틱 코미디 만화이다. 작가 및 작화는 마쓰모토 이즈미이며, 1984년 15호부터 1987년 42호까지 전157화가《주간 소년 점프》에 연재되었다. 단, 1986년 15호부터 1987년 11호까지 약 1년간 휴재된 경우도 있다. 또, 특별판인 158화가《주간 플레이보이》 1999년 44호에 연재되었다. 단행본으로는 전 18권, 애장판 전 10권이다. 인기에 힘입어 애니메이션 및 소설, 게임 등으로도 제작되었다. 대한민국에서는 서울문화사에서 집영사와 판권계약을 맺어 출간했다. 하지만, 이미 80년대말에서 90년대초 해적판으로 만화를 많은 한국의 청소년들이 접했으며, 특히 TV판 애니메이션 역시 당시 방송은 전혀 되지 않았지만 비디오의 경로로 수많은 팬을 양산했다. 또한 사운드컬러, 싱잉 하트, 러빙 하트등 거의 전 OST CD가 인기를 끌었다.

## 등장인물
카스가 쿄스케(春日 恭介, 성우: 후루야 토오루)
1969년 11월 15일생. 본작의 남주인공. 카스가 가족은 초능력을 가지고 있는데, 그 사실을 공공연히 드러내지는 못하고 누군가 자신들의 능력에 대해 알게 되면 즉시 동네를 떠나 이사를 가곤 했다. 쿄스케의 초능력은 순간이동, 염동력, 예지몽, 그리고 자기가 제어할 수는 없는 불안정한 것이지만 시간여행 등이 있다. 그야말로 무지막지하지만 장르가 장르다 보니 주로 데이트 하는 데나 써먹고 다닌다.
메인 히로인인 마도카를 보고 첫눈에 반했고, 이후로도 마음 속에는 줄곧 마도카가 일편단심이다. 그러나 성격이 우유부단한지라 다른 여자의 대쉬를 쉽게 거절하지 못하고, 종래에는 귀여운 동생 정도로밖에 생각하지 않는 히카루와 명목상 애인 사이가 되어 복잡한 삼각관계가 만들어지고 만다. 이 삼각관계가 발전하고 해소되는 과정이 작품 처음부터 끝까지 이어지는 주요 주제다. 분명히 마음은 마도카에게 있고, 자신도 이것이 양다리이며 히카루에게 몹쓸 짓을 하고 있다는 자각은 하고 있지만, 섣불리 행동했다가 자신과 히카루가 멀어지는 것은 물론이고 히카루와 마도카 사이의 우정을 깨뜨릴까봐 중학교 3학년 때부터 고등학교 졸업이 가까울 때까지 이도저도 못한다.
아유카와 마도카(鮎川 まどか, 성우: 츠루 히로미)
1969년 5월 25일생. 본작의 여주인공. 쿄스케를 내심 좋아하지만 그것을 직접적으로 표출하는 일은 거의 없다. 오히려 우유부단하고 여자 마음을 잘 모르는 쿄스케를 놀려먹는 것 같은 상황이 많다. "불가사의한 여심"이 형상화된 것 같은 존재로, 작품 제목인 "변덕(키미구레)" 그 자체라고 할 수도 있다. 《신세기 에반게리온》의 소류 아스카 랑그레이, 《메종일각》의 오토나시 쿄코 등과 함께 21세기 이후 "츤데레"라는 용어로 지칭된 개념을 그 용어가 만들어지기도 전에 일찌감치 모두 정립한 캐릭터이다.
처음 만났을 때부터 쿄스케는 예쁜 마도카에게 반했지만, 그 직후 그녀가 음주에 흡연을 한다는 점은 상당히 충격적인 성격 대비로 받아들여진다. 남녀 할 것 없이 마도카를 스케반(불량소녀) 취급하며 무서워한다. 하지만 불량스런 성격과는 별개로 학업과 운동 능력 모두 뛰어나다. 부모는 음악가로 외국에 나가 있어서 혼자 일본에 살고 있으며, 방과후에는 카페 아바카브 라는 가게에서 아르바이트를 뛴다.
쿄스케를 만난 이후로는 담배도 끊고, 다른 등장인물들도 알아차릴 정도로 성격도 점차 변한다. 중학교에서 고등학교로 진학하며 남녀의 신체 격차가 벌어진 탓인지 기타 피크를 날려서 사람 손등에 박거나 스케이트보드를 두쪽내던 과격한 불량소녀가 수영장에서 몹쓸 짓을 당할 뻔 하다가 쿄스케에게 구출되기도 한다.
후반에 마도카의 비밀이 밝혀지는데, 작품이 시작하기 6년 전 초등학생 때 마도카는 과거로 시간여행을 온 현재의 쿄스케와 만났었다. 그 시절에는 마도카가 지금의 히카루처럼 활달한 선머슴애였고 히카루는 그 반대였는데, 이때 과거에 온 쿄스케와의 만남을 계기가 되어서 현재의 마도카와 히카루가 된 것이다. 마도카는 쿄스케가 그때 그 "오빠"라는 것을 끝까지 알지 못하지만, 두 사람이 어떤 식으로든 관계가 있을 것이라는 것은 어렴풋이 느끼고 있다.
작가 마쓰모토 이즈미는 마도카의 얼굴 모델은 일본 가수 나카모리 아키나, 체격은 미국 배우 피비 케이츠에게서가져왔다고 밝힌 바 있다.
히야마 히카루(檜山 ひかる, 성우: 하라 에리코)
1971년 11월 15일생. 불량소녀 시절의 마도카를 따라다니는 꼬붕으로 처음 등장했다. 말과 행동은 마도카보다 더 험해서 거의 남자애 같을 정도였다. 하지만 쿄스케와 만나고 쿄스케에게 반한 뒤부터 사실은 장난기 많고 여린 아이라는 것이 밝혀진다. 외동딸이며 다소 행동이 유아적이다. 흥분하면 말투가 아기 말투처럼 퇴행하기도 한다.
쿄스케와 생일이 같고, 유사쿠 및 쿄스케의 쌍둥이 여동생의 클래스메이트이다. 유사쿠는 히카루를 좋아하지만 히카루는 쿄스케를 좋아하고, 쿄스케는 히카루를 단순한 여동생으로밖에 생각하지 않고 마도카를 좋아하는데, 히카루의 구애에 어느새 주위에 커플로 인식되게 되었다. 마도카 역시 쿄스케를 좋아하지만 이를 내색하지 않아 여기서 작품의 시작과 끝인 삼각관계가 비롯되었다.
결국 결말에서 쿄스케는 히카루에게 이별을 고하고 마도카를 선택하는데, 이 과정에 대하여 원작과 애니메이션의 과정이 전혀 다르다. 원작자 이즈미는 이에 대해 애니메이션 제작자 측에 불편함을 직접적으로 표출하기도 했다.
카스가 마나미(春日 まなみ, 성우: 토미자와 미치에)
카스가 쿠루미(春日 くるみ, 성우: 혼다 치에코)
카스가 타카시(春日 隆, 성우: 토미야마 케이)
카스가 아케미
카스가 가 조부모
마스터(マスター, 성우: 야라 유사쿠)
코마츠 세이지(小松 整司, 성우: 난바 케이이치)와 하타 카즈야(八田 一也, 성우: 타츠타 나오키)
카스가 카즈야(春日 一弥, 성우: 사카모토 치카)
카스가 아카네(春日 あかね, 성우: 마츠이 나오코)
히노 유사쿠(火野 勇作, 성우: 키쿠치 마사미)
히로세 사유리
히로미
우시코와 우마노(牛子, 馬男, 성우: 스즈키 카츠미, 나카지마 치사토)
진고로(ジンゴロ, 성우: 오가타 켄이치)

## 줄거리
주인공 카스가 쿄스케의 집은 사진작가 아버지 카스가 다카시, 쌍둥이 동생 마나미와 쿠루미 4인 가족이다. 주인공 쿄스케는 초능력을 가진 것 이외에는 평범한 중학생이다. 초능력은 카스가 집안 모계쪽의 비밀로 초능력이 있다는 것을 들킬 경우, 한 곳에 머물지 못하고 이사를 반복한다. 이야기의 서두는 동생 쿠루미가 체육시간에 100m를 3초에 뛴 일로 7번째 이사를 하게 되었고, 쿄스케가 공원산책 중 바람에 날려간 아유카와 마도카의 빨간 밀집 모자(사실은 과거에 쿄스케가 마도카에게 사준)를 잡으면서 이야기가 시작된다.
공원에서 만난 아유카와 마도카에게 반한 쿄스케는 마도카가 같은 학교 같은 반 동급생임을 알게되고, 들뜨게 되지만, 마도카의 쿄스케에 대한 태도와 불량소녀임을 알고 다가가기를 망설인다. 그러던 중 여러 일을 겪으면서 점차 서로에게 호감을 가지게 된다.
한편으로 마도카와 자매처럼 지내는 히야마 히카루가 우연히 방과후 체육관에서 초능력을 사용해 농구공을 골대에 넣는 쿄스케의 모습을 보고 한눈에 반한다. 이에 적극적으로 히카루는 쿄스케에게 자신의 감정을 어필하고, 그런 히카루에게 마도카는 그녀를 응원하기로 약속한다. 어느 순간 쿄스케와 히카루는 연인사이로 비쳐지지만, 쿄스케의 마도카에게의 감정은 변함이 없어 삼각관계로 발전하게 된다.
결국 미국으로 떠나는 마도카에게 쿄스케는 고백하고, 일본으로 다시 돌아온 마도카와 처음 만났던 99 or 100계단 공원에서의 재회로 대단원의 막을 내린다. (이 장면에서 첫 장면의 밀집모자씬이 반복된다. 이때 나오는 "like or love?" " like, love에 한없이 가까운 "이라는 말로 만화 전체의 주제를 압축하여 표현한다.)